# Martyna Klatt
Martyna Klatt (ur. 4 lutego 1999) – polska kajakarka, mistrzyni świata.

## Życiorys
Reprezentowała barwy Energetyka Poznań, następnie została zawodniczką AZS–AWF Poznań.
W 2017 zdobyła srebrny medal mistrzostw Europy juniorów w konkurencji K-4 500 metrów (z Sandrą Ostrowską, Heleną Wiśniewską i Julią Olszewską), w 2018 srebrny medal młodzieżowych mistrzostw świata (z Dominiką Włodarczyk, Klaudią Cyrulewską i Małgorzatą Puławską), w 2019 złote medale młodzieżowych mistrzostw świata i młodzieżowych mistrzostw Europy w tej samej konkurencji (w obu startach z Klaudią Cyrulewską, Małgorzatą Puławską i Julią Olszewską), w 2021 i 2022 złote medale młodzieżowych mistrzostw Europy w konkurencjach K-2 500 metrów (w obu startach z Sandrą Ostrowską) i K-4 500 metrów (w 2021 z Julia Olszewską, Klaudią Cyrulewską i Sandrą Ostrowską, w 2022 z Sandrą Ostrowską, Heleną Wiśniewską i Julią Krajewską), w 2022 także złote medale młodzieżowych mistrzostw świat w konkurencjach K-2 500 metrów (mix - z Jakubem Stepunem), K-2 500 metrów (z Sandrą Ostrowską) i K-4 500 metrów (z Sandrą Ostrowską, Heleną Wiśniewską i Julią Olszewską).
Na mistrzostwach Europy seniorów w 2021 zdobyła brązowy medal w konkurencji K-2 1000 metrów (z Sandrą Ostrowską). Na mistrzostwach świata seniorów w 2023 wywalczyła złoty medal w konkurencji K-2 200 metrów i srebrny medal w konkurencji K-2 500 metrów (w obu startach z Heleną Wiśniewską).
Na mistrzostwach Polski seniorek zdobyła sześć złotych medali:
- K-1 1000 metrów: 2022
- K-2 500 metrów: 2020
- K-2 200 metrów (mix): 2020, 2021, 2022, 2023

W Plebiscycie Przeglądu Sportowego na najlepszego sportowca roku 2023 zajęła razem z Heleną Wiśniewską 8. miejsce.